# Dalteparina sódica
Dalteparina sódica é uma heparina de baixo peso molecular. É comercializada como Fragmin pela Pfizer. A semelhança de outras heparinas de baixo peso molecular, a dalteparina é usada para a profilaxia ou tratamento da trombose venosa profunda e embolia pulmonar.